# Модерен театър
„Модерен театър“ е първият български частен театър след промените от 1989 г., който разполага със собствена сцена и актьорска трупа.
Основан е през 2007 г. Помещава се в сградата на бившия Дом на българо-съветската дружба в София, предоставена на компания „Ренесанс“. 
Основател и създател на юридическото лице „Модерен театър“ е гръцкият бизнесмен Димитриос Арванитис. Артистичен директор е режисьорът Ивайло Христов, а драматург – Людмил Тодоров.
В театъра играят известни актьори, сред които Бойка Велкова, Ирини Жамбонас, Стефания Колева, Искра Ангелова, Кристина Янева, Маргита Гошева, Анастасия Лютова, Касиел Ноа Ашер, Иван Бърнев, Валери Йорданов, Иван Радоев, Пламен Сираков, Тодор Близнаков, Стефан Спасов, Филип Аврамов, Пенко Господинов.
Модерният театър притежава правата за България за някои от най-популярните театрални постановки от репертоара на Бродуей и лондонския Уест енд.

## „Дом на българо-съветската дружба“
Сцената, използвана преди от „Модерен театър“, е създадена от компания „Ренесанс“. Намира се в сграда, построена по проект на арх. Димитър Цолов, в която до 1989 г. се помещава Общонародният комитет на българо-съветската дружба, наричана „Дом на българо-съветската дружба“ в София, с адрес: ул. „Върбица“ № 12 и бул. „Евлоги и Христо Георгиеви“ № 169.   На „Върбица“ 12 от 2015 г. се помещава Независим театър.
Сцената разполага с 399 места, фоайе и бар.
В „Дома на българо-съветската дружба“ е седалището на Федерацията за приятелство с народите на Русия и ОНД, юридически правоприемник на Общонародния комитет и всенародното движение за българо-съветска дружба.